# آبشار باندری (بریتیش کلمبیا)
آبشار باندری (به انگلیسی: Boundary Falls) آبشاری است که در بریتیش کلمبیا، کانادا واقع شده و ارتفاع کلی ریزشگاه آن ۴۰ فوت (۱۲ متر) است.